# Đại học Paris Nanterre
Đại học Paris Nanterre (Université Paris Nanterre), từng được gọi là Đại học Paris West, Paris-X và thường được gọi là Nanterre, là một trường đại học nghiên cứu công lập ở Nanterre, Pháp. Đây là một trong những trường đại học danh tiếng nhất của Pháp, chủ yếu trong các lĩnh vực luật, nhân văn, khoa học chính trị, khoa học xã hội và kinh tế. Nó là một trong mười ba đại học kế nhiệm của Đại học Paris. Nó nằm ở ngoại ô phía tây của Nanterre, trong khu La Défense, khu kinh doanh của Paris. Trường đại học thường được gọi là Nanterre.

## Lịch sử
Nanterre được xây dựng vào thập niên 1960 ở vùng ngoại ô Paris như một phần mở rộng của Sorbonne. Nó được thành lập như là một trường đại học độc lập vào tháng 12 năm 1970.

## Xếp hạng
Luật
Chương trình luật của đại học được xếp thứ 9 ở Pháp bởi Eduniversal, với đánh giá 2 (2016/17).

## Nhân vật đáng chú ý

### Cựu học sinh
Một số cựu sinh viên nổi tiếng:
- Nicolas Sarkozy, cựu Tổng thống Pháp (Thạc sĩ Luật khóa 1978)

### Giáo sư
- Maurice Allais, Giải Nobel về Kinh tế năm 1988
- Jean-Jacques Becker, nhà sử học
- Guy Carcassonne, chuyên gia Pháp về luật hiến pháp

## Nanterre trong tiểu thuyết
- La Chinoise, bởi Jean-Luc Godard,1967
- My Sex Life...or How I Got Into an Argument, bởi Arnaud Desplechin, 1996
- The Spanish Apartment, bởi Cédric Klapisch, 2002
- District 13 (Banlieue 13), bởi Pierre Morel, 2004